# Коренные ельники и сосняки Мокровского лесничества
Коренные ельники и сосняки Мокровского лесничества — государственный природный заказник (комплексный) регионального (областного) значения Московской области, территория которого имеет особое значение для сохранения и восстановления природных комплексов и поддержания экологического баланса. На заказник возложены следующие задачи:
- сохранение природных комплексов;
- сохранение местообитаний редких видов растений, лишайников, грибов и животных.

Заказник основан в 1988 году. Местонахождение: Московская область, Можайский городской округ, сельское поселение Замошинское. Заказник состоит из двух участков: участок № 1 примыкает с запада к деревне Мокрое, участок № 2 расположен в 1,2 км к востоку-юго-востоку от деревни Некрасово и 3 км к северо-западу от деревни Киселёво. Общая площадь заказника составляет 605,89 га (участок № 1 (восточный) — 405,34 га, участок № 2 (западный) — 200,55 га). Участок № 1 заказника включает кварталы 15, 16, 21; участок № 2 заказника включает кварталы 17, 18 Мокровского участкового лесничества Бородинского лесничества.

## Описание
Территория заказника расположена в зоне распространения холмистых моренных равнин Смоленской возвышенности, в большей или меньшей степени расчлененных сетью эрозионных форм. Кровля дочетвертичного фундамента местности представлена известняками и доломитами карбона.
На более возвышенном участке № 1 заказника расположена расчлененная холмистая поверхность моренной равнины с фрагментами долинного зандра и долины реки Протвы. Абсолютные высоты на участке изменяются от 239 м над у.м. (урез воды в реке Протве на восточной границе территории) до 280 м над у.м. (отметка на склоне холма в юго-западном углу территории). Поверхности моренной равнины сложены покровными суглинками, супесями и моренными отложениями, на склонах холмов часто залегают дефлюкционные и делювиальные отложения. На междуречье рек Протвы и её притока Протовки образовались слабовыпуклые холмы (длиной 300 м, шириной 100 м, относительной высотой до 10 м). Крутизна склонов холмов — до 5—10º.
Фрагмент долинного зандра (шириной 50—100 м), поверхности которого сложены древнеаллювиально-водноледниковыми песками и супесями, протягивается вдоль долины Протвы и занимает относительную высоту 10—15 м над урезом воды в реке. Долина реки Протвы имеет в пределах участка корытообразную форму и ширину 150—170 м. Склоны долины реки Протвы имеют крутизну до 7—10º (местами до 15—20º). Фрагменты первой надпойменной террасы и поймы реки Протвы, сложенные песками с гравийно-галечными включениями, расположены, соответственно, на относительных высотах около 5—10 м и 1—3 м над урезом воды. Борта долины рассечены эрозионными ложбинами и балками (длиной 100—500 м, шириной 50—150 м) с частично заболоченными днищами. Местами на правом борту долины реки Протвы встречаются овраги и рытвины (длиной 50-100 м, шириной 1-3 м, глубиной вреза до 0,5—1 м).
В северо-восточной оконечности участка № 1 заказника на реке Протве имеется земляная плотина (относительной высотой до 5 м) и русловой водоем (шириной до 100 м) с проявлением заболачивания в нижнем бьефе.
На более пониженном участке № 2 заказника расположена холмистая поверхность моренной равнины, осложненная долиной ручья (правого безымянного притока реки Добреи). Абсолютные высоты территории участка — 250—275 м над у.м. На междуречье здесь образовались пологовыпуклые изометричные в плане холмы. Длина холмов — до 500 м, ширина — 100 м, относительная высота — до 10-20 м. Склоны холмов имеют крутизну до 5—10º. На бортах долины правого притока реки Добреи уклоны достигают 15º. Долинный склон рассекает балка длиной 450 м, шириной 120 м.
В пределах обоих участков заказника на склонах действуют процессы делювиального смыва, дефлюкции и мелкоблокового оползания. В долинах рек и ручьев активно развивается глубинная, боковая эрозия и аккумуляция отложений. В днищах эрозионных форм и западин действуют процессы заболачивания, образуются растительные кочки и искори.
Поверхностный сток на участке № 1 заказника направлен в русло реки Протвы (левый приток Оки). Генеральное направление реки Протвы — юго-восточное. Протяженность русла Протвы в пределах участка № 1 — 2,2 км. Ширина русла реки — до 3 м, глубина — до 1 м. В пределах эрозионных форм образуются водотоки временного характера. Выходы грунтовых вод фиксируются на участке на абсолютной высоте 265 м над у.м.
Поверхностный сток территории участка № 2 направлен в русло правого притока реки Добреи (бассейн реки Вори). Протяженность притока (в пределах Участка № 2 заказника) — 1,3 км. Генеральное направление течения водотока — юго-западное. Ширина русла — до 2 м, глубина — до 0,5 м. В пределах участка образовалось низинное болото, приуроченное к левому борту долины правого притока реки Добреи.
Почвенный покров моренной равнины на участках заказника представлен преимущественно дерново-подзолистыми почвами. На участках долинного зандра встречаются дерново-подзолы. В нижних частях склонов и по понижениям образовались дерново-подзолисто-глеевые почвы. По днищам эрозионных форм встречаются гумусово-глеевые почвы, а на низинном болоте — торфяные эутрофные почвы. На пойме реки Протвы образовались аллювиальные светло-гумусовые почвы.
Оба участка заказника пересечены лесными дорогами без покрытия (шириной до 3 м) с колеями, которые испытывают современные процессы затопления и подтопления. Также в пределах Участка № 1 заказника проходит затопление и подтопление днища реки Протвы выше верхнего бьефа водохранилища.

### Флора и растительность
На территории участка № 1 преобладают еловые леса с примесью березы или осины, реже сосны. Диаметры стволов ели в среднем 30—40 см, встречаются экземпляры с диаметром до 50 см. Наиболее распространенными типами являются еловые папоротниково-кисличные зеленомошные и папоротниково-чернично-кисличные зеленомошные леса, а также еловые кустарниковые папоротниково-кислично-широкотравные леса с пятнами кислично-волосистоосоковых.
Подрост чаще всего образован елью и рябиной, иногда встречается единичный подрост дуба. В кустарниковом ярусе обычны крушина ломкая, жимолость лесная, лещина, малина, растет волчеягодник обыкновенный, или волчье лыко (редкий и уязвимый вид, не включенный в Красную книгу Московской области, но нуждающийся на территории области в постоянном контроле и наблюдении).
В травяном ярусе наиболее часто встречаются кислица, зеленчук жёлтый, папоротники (щитовники мужской и картузианский, фегоптерис связывающий, кочедыжник женский), ожика волосистая, костяника, копытень европейский, сныть обыкновенная, живучка ползучая. Есть участки с черникой, осокой волосистой, пятна двулепестника альпийского. Местами выражен покров из зеленых мхов. В еловых лесах встречаются ладьян трехнадрезный, баранец обыкновенный, подлесник европейский и редкий гриб — ежовик коралловидный. Все эти виды занесены в Красную книгу Московской области. На ветвях елей в квартале 16 Мокровского участкового лесничества Бородинского лесничества изредка встречаются редкие виды лишайников — уснея нитчатая, или густобородая и усеня жестковолосатая (виды, занесенные в Красную книгу Московской области), бриории сивоватая и волосовидная. В лесах с участием широкотравья произрастает ветреница дубравная (вид, занесенный в Красную книгу Московской области).
На прогалинах доминируют влаголюбивые виды: таволга вязолистная, кочедыжник женский, скерда болотная, герань болотная, бодяки разнолистный и огородный, вербейник обыкновенный и другие. Здесь встречаются пальчатокоренник Фукса, любка двулистная и купальница европейская — редкие и уязвимые виды, не включенные в Красную книгу Московской области, но нуждающиеся на территории области в постоянном контроле и наблюдении, а также мякотница однолистная, или стагачка — вид, занесенный в Красную книгу Московской области.
К долинам приурочены ельники с участием ольхи серой и чёрной и ольшаники с елью таволгово-крапивные и таволгово-страусниковые с колокольчиком широколистным (редкий и уязвимый вид, не включенный в Красную книгу Московской области, но нуждающийся на территории области в постоянном контроле и наблюдении).
На сырых лугах доминируют щучка дернистая, тимофеевка луговая, полевица тонкая, на заболоченных — двукисточник тростниковидный, камыш лесной.
На территории участка № 2 произрастают еловые, еловые с единичным участием березы, осины или сосны, а также березово-еловые и осиново-еловые леса. Наиболее распространенными типами являются папоротниково-кисличные зеленомошные, кислично-папоротниковые и папоротниково-кислично-широкотравные.
В подросте обильны ель и рябина, иногда единично встречаются проростки дуба. Кустарники представлены лещиной, жимолостью, в «окнах» — малиной.
В травяном ярусе наиболее обычны кислица обыкновенная, зеленчук жёлтый, папоротники (щитовники мужской и картузианский, кочедыжник женский), сныть, копытень, костяника, живучка ползучая, грушанка круглолистная. Имеются участки с осокой волосистой. Местами выражен покров из зеленых мхов. На прогалинах доминируют таволга вязолистная, скерда болотная, кочедыжник женский, герань болотная.
В долинах водотоков представлены ельники с ольхой влажнотравные с хвощами, кочедыжником, крапивой, таволгой и другими влаголюбивыми видами.
По слабо дренированным понижениям, преимущественно в юго-восточной части участка № 2 заказника (в днище балки), чередуются сообщества с елью, березой и ольхой серой, таволговые и низинные болота осоково-сабельниковые, сабельниковые и таволговые.
На территории заказника встречаются загущенные еловые лесокультуры.
Часть квартала 21, отсекаемая от лесного массива линией электропередачи, представляет собой территорию с сильно нарушенным растительным покровом: просека линии электропередачи занята вторичными травяными сообществами бурьянного типа. Лесные сообщества представлены фрагментарными мелколиственными молодняками.

### Фауна
Животный мир заказника отличается большим видовым богатством и высокой численностью многих охотничье-промысловых видов. Всего здесь отмечен 51 вид наземных позвоночных животных — четыре вида амфибий, один вид рептилий, 33 вида птиц, 13 видов млекопитающих. Основу фаунистического комплекса наземных позвоночных животных заказника составляют виды лесной зоны средней полосы России.
На территории заказника (на обоих его участках) выделяются три основные зоокомплекса (зооформации) — зооформация хвойных лесов, зооформация влажных мелколиственных лесов, зооформация лугово-опушечных местообитаний.
На территории заказника господствует зооформация хвойных лесов, представленных здесь ельниками различных типов. Данная зооформация распространена на обоих участках заказника. Основу животного населения здесь составляют обыкновенная белка, рыжая полёвка, лось, большой пёстрый дятел, ворон, сойка, кедровка (вид, занесённый в Красную книгу Московской области), желтоголовый королёк, обыкновенная пищуха, пухляк, пеночка-теньковка, реже встречаются желна и московка. Из амфибий данный тип местообитаний характерен для серой жабы. На участке № 1 ранее отмечались бурый медведь (вид, занесённый в Красную книгу Московской области) и филин (вид, занесённый в Красную книгу Российской Федерации и Красную книгу Московской области).
Характерными представителями зооформации влажных мелколиственных лесов (ольшаников и ивняков по водотокам, оврагам и понижениям) являются обыкновенная иволга, чёрный дрозд, славка-черноголовка, большая синица, ополовник, зарядка, лазоревка, рябинник.
Во всех лесных местообитаниях встречаются: лесная куница, кабан (вид особенно многочислен на участке № 2), серая неясыть, крапивник, певчий дрозд, обыкновенный поползень, пеночка-весничка, зяблик, чиж; на Участке № 1 отмечается европейская косуля (редкий и уязвимый вид, не включенный в Красную книгу Московской области, но нуждающийся на территории области в постоянном контроле и наблюдении).
Зооформацию лугово-опушечных местообитаний, распространенную преимущественно на участке № 1, представляют канюк, белая трясогузка, лесной конёк, сорокопут-жулан, сорока, серая ворона, луговой чекан, щегол. Здесь встречается редкий и уязвимый вид, не включённый в Красную книгу Московской области, но нуждающийся на территории области в постоянном контроле и наблюдении — обыкновенная пустельга. Из бабочек здесь обитают: большая лесная перламутровка, адмирал — они также являются редкими и уязвимыми видами, не включёнными в Красную книгу Московской области, но нуждающимися на территории области в постоянном контроле и наблюдении.
По всей территории заказника встречаются обыкновенный ёж, заяц-беляк, енотовидная собака, обыкновенная лисица, живородящая ящерица, травяная и остромордая лягушки.
В водных и околоводных местообитаниях (участки № 1, 2) встречаются речной бобр, американская норка, озёрная лягушка.

## Объекты особой охраны заказника
Охраняемые экосистемы: еловые, еловые с участием сосны кислично-чернично-папоротниковые и кустарниковые кислично-папоротниково-широкотравные леса; сырые и заболоченные луга с участками низинных болот по лесным прогалинам, ельники травяно-болотные по долинам ручьев.
Места произрастания и обитания охраняемых в Московской области, а также иных редких и уязвимых видов растений, лишайников, грибов и животных, зафиксированных на территории заказника, перечисленных ниже, а также европейской косули.
Охраняемые в Московской области, а также иные редкие и уязвимые виды растений:
- виды, занесенные в Красную книгу Московской области: ладьян трехнадрезный, ветреница дубравная, баранец обыкновенный, подлесник европейский, мякотница однолистная, или стагачка;
- виды, являющиеся редкими и уязвимыми таксонами, не включенные в Красную книгу Московской области, но нуждающиеся на территории области в постоянном контроле и наблюдении: пальчатокоренник Фукса, купальница европейская, колокольчик широколистный, волчеягодник обыкновенный, или волчье лыко, любка двулистная.

Охраняемые в Московской области, а также иные редкие и уязвимые виды лишайников:
- виды, занесенные в Красную книгу Московской области: уснея нитчатая, или густобородая, уснея жестковолосатая;
- редкие виды: бриории волосовидная и сивоватая.

Охраняемый в Московской области вид грибов, занесенный в Красную книгу Московской области: ежовик коралловидный.
Охраняемые в Московской области, а также иные редкие и уязвимые виды животных:
- вид, занесённый в Красную книгу Российской Федерации и Красную книгу Московской области: филин;
- вид, занесённый в Красную книгу Московской области: бурый медведь, кедровка;
- виды, являющиеся редкими и уязвимыми таксонами, не включенные Красную книгу Московской области, но нуждающиеся на территории области в постоянном контроле и наблюдении: пустельга, большая лесная перламутровка, адмирал.